# Two Loves
Two Loves is een Amerikaanse dramafilm uit 1961 onder regie van Charles Walters. Het scenario is gebaseerd op de roman Spinster (1958) van de Nieuw-Zeelandse auteur Sylvia Ashton-Warner.

## Verhaal
Anna Vorontosov is een lerares in een dorp in Nieuw-Zeeland. Ze wijdt haar leven volledig aan de opvoeding van de Maorikinderen in haar klas. Anna is al dertig jaar oud en nog steeds ongetrouwd. Ze voelt zich aangetrokken tot haar collega Paul Lathrope, maar ze heeft moeite met affectie en met haar eigen seksualiteit.

## Rolverdeling
| Acteur           | Personage                |
| ---------------- | ------------------------ |
| Shirley MacLaine | Anna Vorontosov          |
| Laurence Harvey  | Paul Lathrope            |
| Jack Hawkins     | William W.J. Abercrombie |
| Nobu McCarthy    | Whareparita              |
| Ronald Long      | Directeur Reardon        |
| Norah Howard     | Mevrouw Cutter           |
| Juano Hernandez  | Opperhoofd Rauhuia       |